# Lista de deputados estaduais de Mato Grosso da 20.ª legislatura
Esta é a lista de deputados estaduais de Mato Grosso para a legislatura 2023–2027. Nas eleições estaduais em Mato Grosso em 2022, em 2 de outubro de 2022, foram eleitos 24 deputados estaduais.

## Composição das bancadas
Deputados estaduais eleitos
Esses são os 24 deputados federais eleitos pelo estado de Mato Grossoː
Representação eleita

Representação eleita
  UNIÃO: 4
  MDB: 4
  PSB: 4
  PT: 2
  Federação PSDB Cidadania: 2
  PL: 2
  PSD: 2
  Republicanos: 2
  PP: 1
  PTB: 1

| Deputado                  | Partido      | Votação      |
| ------------------------- | ------------ | ------------ |
| Janaína Riva              | MDB          | 82.124 votos |
| Max Russi                 | PSB          | 70.328 votos |
| Eduardo Botelho           | União        | 51.998 votos |
| Nininho                   | PSD          | 50.875 votos |
| Lúdio Cabral              | PT           | 47.533 votos |
| Gilberto Cattani          | PL           | 44.705 votos |
| Dilmar Dal Bosco          | União        | 42.156 votos |
| Sebastião Machado Rezende | União        | 36.919 votos |
| Júlio Campos              | União        | 33.800 votos |
| Thiago Silva              | MDB          | 30.506 votos |
| Faissal Calil             | Cidadania    | 30.240 votos |
| Fabinho                   | PSB          | 29.709 votos |
| Valdir Barranco           | PT           | 29.359 votos |
| Carlos Avalone            | PSDB         | 26.594 votos |
| Beto Dois a Um            | PSB          | 26.462 votos |
| Cláudio Ferreira          | PTB          | 26.234 votos |
| Diego Guimarães           | Republicanos | 25.907 votos |
| Dr. Eugênio               | PSB          | 25.378 votos |
| Valmir Moretto            | Republicanos | 25.207 votos |
| Dr. João                  | MDB          | 24.957 votos |
| Paulo Araujo              | PP           | 24.551 votos |
| Wilson Santos             | PSD          | 23.446 votos |
| Elizeu Nascimento         | PL           | 22.415 votos |
| Juca do Guaraná           | MDB          | 20.723 votos |